# 汤庄乡
汤庄乡，是中华人民共和国河南省周口市商水县下辖的一个乡镇级行政单位。

## 行政区划
汤庄乡下辖以下地区：
汤庄村、东口头村、西口头村、訾庄村、赵桥村、张楼村、刘口村、大赵庄村、北坡村、南坡村、魏坡村、娄冲村、双王村、铁炉村、杨尤庄村、雷楼村、赵集村、杨庄村、北刘庄村、陈寨村、老杨庄村、均户庄村、吴楼村和傅楼村。